# Ремболд III фон Изенбург
Ремболд III фон Изенбург (на немски: Rembold III von Isenburg; † ок. 1175) е граф на Изенбург.

## Произход
Той е третият син на граф Герлах фон Изенбург, фогт на Трир († сл. 1142/1147) и съпругата му Юта фон Аре (* ок. 1181). Брат е на Герлах (* ок. 1130, † пр. 1167) и на Бруно, каноник в Кьолн (fl 1160/1184/1207).

## Фамилия
Ремболд се жени за фон Фирнебург (* ок. 1126). Те имат децата:
- Ремболд фон Изенбург-Кемпених († ок. 1220), женен през 1197 г. за Хедвиг фон Кемпених
- Бруно I фон Изенбург в Браунсберг († 1210), женен за Теодора фон Вид († сл. 1218)
- дете фон Изенбург-Кемпених, женено за фон Брунхорн
- Арнолд фон Изенбург († 1197 в Рим)